# Ed (série)
Ed é uma série de televisão co-produzida pela David Letterman's Worldwide Pants Incorporated, NBC Productions (atualmente Universal Television) e Viacom Productions (atualmente CBS Television Studios), que foi ao ar entre os anos de 2000 e 2004.
A série de comédia dramática era estrelada por Tom Cavanagh como Edward Jeremy, tendo Julie Bowen como a personagem Carol Phyllis Vessey, por quem Edward possuía uma obsessão amorosa; além de Josh Randallm como seu amigo Dr. Mike Burton; Jana Marie Hupp como a mulher de Mike Nancy; Lesley Boone como amiga deles Molly Hudson; e Justin Long como o desajeitado estudante do ensino médio Warren Cheswich. Outras pessoas que participaram da série foram Michael Genadry e Ginnifer Goodwin como amigos do Warren Mark e Diane, e Michael Ian Black, Mike Starr, Rachel Cronin, e (mais tarde) Daryl Mitchell como o funcionário do Stuckeybowl, o beco do boliche.

Na série há também grandes estrelas da televisão, incluindo John Slattery como Dennis Martino e Sabrina Lloyd como Frankie Hector. A série foi criada pelos produtores executivos Jon Beckerman e Rob Burnett. David Letterman também fez parte da criação da série.

## Recepção crítica
A primeira temporada de Ed recebeu muitas críticas favoráveis. O site agregador de críticas Metacritic, que atribui uma pontuação com base em opiniões de críticos convencionais, deu ao programa uma pontuação de 86 em 100 com base em 32 comentários. Escrevendo para a Entertainment Weekly, Ken Tucker a descreveu como "o melhor novo show da temporada...possui[ndo] toda a magia e romantismo[...]", com particular elogios para o desempenho de Cavanagh e Bowen.